# Camille Desmoulins

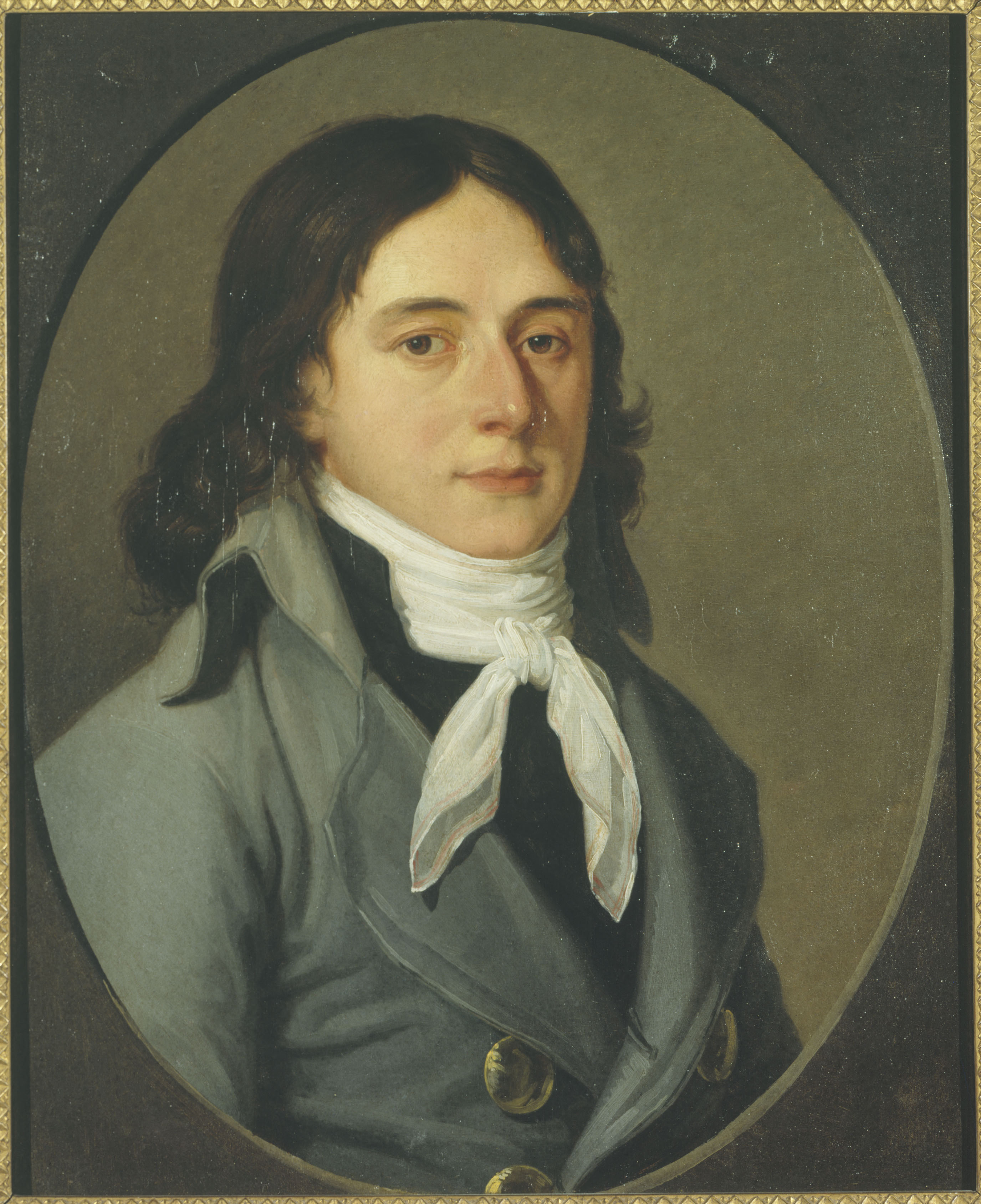
Camille Desmoulins.

Lucie Simplice Camille Benoit Desmoulins, född 2 mars 1760 i Guise, död 5 april 1794 i Paris, var en fransk journalist och politiker som spelade en betydande roll under franska revolutionen. Han var nära vän till Danton och gift med Lucile Desmoulins.

## Biografi
Redan under studietiden började Desmoulins att svärma för antika frihetsideal. 1785 blev han advokat vid parlamentet i Paris, och verkade dessutom som politisk författare i radikal anda. Redan 1789 tog han som en av de första till orda för ett republikanskt statsskick och verkade sedan ända till monarkins avskaffande i det syftet, dock med ett avbrott 1792. Som medlem av konventet spelade Desmoulins ingen framträdande roll, men som journalist fick han stort inflytande med sina texter. 1789–1791 utgav han tidningen Les révolutions de France et Brabant och 1792 La tribune des patriotes. I den sistnämnda tidningen försvarade han Maximilien de Robespierres politik och angrep 1793 i sina skrifter girondisterna. Närmast lierad var dock Desmoulins sedan 1791 med Danton, och blev 1792 dennes sekreterare. I den 1793 startade tidningen Vieux cordelier angrep han i Dantons anda hébertisterna, vilket skaffade honom en skrapa av Robespierre. Desmoulins vände nu sin penna även mot denne, och när Danton häktades, fick Desmoulins dela hans öde. Han avrättades 1794.